# カワミツサヤカ
カワミツ サヤカ（1984年10月8日 - ）は日本のシンガーソングライター。沖縄県石垣市出身。現在、東京近郊を拠点に活動中。主にバラードを中心とした、聞く者の心に響く魂の唄をアコースティック・ギターの弾き語りで歌っている。かつて所属していたガールズロックバンドBUBBLEGUMではボーカル、ギターを担当、2016年からは5ピースバンド「物語」のボーカルも担当している。

## 経歴
ギター好きな両親の影響を受けて、小学生の頃にギターを始めた。
2002年8月15日に平地優、安里希音とスリーピースガールズバンドBUBBLEGUMを結成し、作詞、作曲を含む音楽活動を開始。メンバーは全員石垣市出身で、中学時代の同級生。進学と同時に石垣島を離れ、活動拠点を沖縄本島、東京へと移していった。

2006年、メジャーレコード会社の徳間ジャパンコミュニケーションズと契約するが、2007年11月に所属事務所・レコード会社との専属契約を解除。その後、インディーズシーンで活動した後、2009年にバンド活動を休止。
2009年、ソロでの活動を開始、路上ライブから再スタート。
2011年6月11日、浜崎貴司（FLYING KIDS）、安岡信一（唄人羽）、小名川高弘（ex.CHARCOAL FILTER）、堤晋一（ex.Bivattchee）らとの共作楽曲を含む、ソロデビューアルバム『心の歩幅』をリリース、6月19日に地元石垣市のフサキリゾートヴィレッジで開催された東日本大震災チャリティーイベント「Tropical Lovers Beach Festa 2011 ― Pray for Japan ―」でもお披露目をした。戦場となった沖縄を歌った収録曲「琉詩」はカラオケDAMでも配信されている。
2013年5月3日、第16回鳩間島音楽祭に参加、新たなミュージシャンとの出会いから、単身でのライブ活動を再決心する。一方で、沖縄のおみやげCDナンバーワンアーティスト・DJ SASAのノンストップミックスCD『琉球ドライビング』シリーズ5作品にも参加を果たした。
2014年、2015年と2年連続で渋谷の老舗ライブハウス兼レストランB.Y.G主催の「東京うたの日コンサート」に出演し、同郷のBEGINらと共演。この間にデモ盤のミニアルバム『風波花』、『月の中』などを製作。聞いて心に染みたとファンを増やした。
2015年11月8日に、華菜枝、大坂孝之介、P.P.Pの元田優香らの参加を得て、約4年ぶりとなる2nd Album『露蕾〜つゆつぼみ〜』をリリース。
2016年は、毎月3曲を作り、月例のワンマンライブで発表すると宣言、2月から9月まで8回新曲を収録したサンプル音源をライブ会場限定で販売した。2015年8月の限定音源を含めた中から7曲を選択して、10月8日に3rdアルバム『赤いギター』としてリリース、同日の渋谷のライブハウスB.Y.Gでのワンマンライブではスペシャル音源「赤いギター」付きの特別版を発売した。
関東近郊、関西、北海道のライブハウス、沖縄料理店、沖縄関連イベント等でのライブ活動を展開しつつ、地元石垣島でも積極的にイベントへ参加している。
2017年は3月19日に金城弘美、仲田かおり、世持桜と地元女性歌手4人によるライブ「womanmusic vol.1」を開催、7月15日には夏川りみ、ミヤギマモル、成底ゆう子らとともに石垣市主催の「島んちゅカーニバル」に出演した。ワンマンライブでは三線、ピアノでの弾き語りをするなど、新たな表現にも意欲を見せている。
また、作詞、作曲した曲の提供も行っており、世持桜が2017年10月22日にリリースしたミニアルバム『ゆくい』には「三線の音（しゃみのね）」が収録された。Lisa Okiも「月の中」をライブのレパートリーとして度々カバーしている。
2019年2月、ホームページで結婚と妊娠を発表。

## 物語
2016年4月より、5ピース（当初は4ピースで、フィンが加入）のロックバンド「物語」にボーカル担当「歌野メロディ」として参加し、レパートリーの「MUSIC POWER」、「赤花」、「Beautiful day」、「さかなのうた」、「茜色の街角」、「青いキャンバス」などの作詞、作曲も担当している。

### メンバー
- ボーカル：　歌野メロディ（うたのメロディ、Meldy Utano）[8]、愛称：メロ
- キーボード：　白田ホワイト（しろだホワイト）、愛称：ホワ
- ピアノ、コンガ：　指崎フィンガー（ゆびさきフィンガー）、愛称：フィン
- ベース：　弦澤ビート（げんざわビート）
- ドラムス：　枹川リズム（ばちかわリズム）

## ディスコグラフィー

### アルバム
- 『心の歩幅』（2011年6月15日、DDCB-15001）
  1. 君咲く春（作詞、作曲：川満さやか・小名川高弘 ）
  2. 交差点（作詞、作曲：川満さやか）
  3. 色とりどりの世界へ（作詞、作曲：川満さやか）
  4. 琉詩（作詞、作曲：川満さやか）
  5. tsukinoshizuku（作詞、作曲：川満さやか・安岡信一）
  6. 無愛想（作詞、作曲：川満さやか・浜崎貴司）
  7. 遥か彼方（作詞、作曲：川満さやか・堤晋一）
  8. 見上げた空に（作詞、作曲：川満さやか）
  9. 太陽〜ティーダ（作詞、作曲：川満さやか）
  10. coco（作詞、作曲：川満さやか）
  11. 風の行方（作詞、作曲：川満さやか）
  12. Thank you all（作詞：川満さやか、作曲：飯野竜彦）
  13. 島唄心人 -bonus track-（作詞/作曲：川満さやか）

  - 編曲・演奏：Team “石垣島上京上等”

- 『露蕾〜つゆつぼみ〜』 （2015年11月8日、EFCA-1501）
  1. 露蕾〜つゆつぼみ〜（作詞、作曲：カワミツサヤカ）
  2. 南ぬ島（ばいぬしま。作詞、作曲：カワミツサヤカ）
  3. 月の中（作詞、作曲：カワミツサヤカ）
  4. 砂浜のダンスホール（作詞、作曲：カワミツサヤカ）
  5. 贈るうた（作詞、作曲：カワミツサヤカ）
  6. 唄しゃ美しゃ（うたしゃかいしゃ。作詞、作曲：カワミツサヤカ）
  7. 声（Bonus track）（作詞、作曲：カワミツサヤカ）

- 『赤いギター』 （2016年10月8日、EFCA-1601）
  1. 6月の空（作詞、作曲：カワミツサヤカ）
  2. ドール人形（作詞、作曲：カワミツサヤカ）
  3. Blackcat（作詞、作曲：カワミツサヤカ）
  4. 女ってね（作詞、作曲：カワミツサヤカ）
  5. スライド（作詞、作曲：カワミツサヤカ）
  6. 旅立つ君へ（作詞、作曲：カワミツサヤカ）
  7. あまねの音（ね）（作詞、作曲：カワミツサヤカ）

### 参加作品
- 『琉球ドライビング』 DJ SASA with Wicked Friends（2013年6月19日、Insense Music Works）
01.さよならの夏
19.黄金の花

- 『琉球ドライビング2（たーち）』 DJ SASA with Wicked Friends（2014年5月28日）
02.沖縄へ行こう
24.ユイユイ
26.沖縄へ行こう（Full Version）
27.ユイユイ（Full Version）

- 『アゲ↑↑ソンちゅ 〜外国ぬ唄〜』 DJ SASA with Wicked Friends（2014年7月23日）
05.マイ・シェリー・アモール
10.ダンシング・クイーン

- 『LOVEソンちゅ 〜外国ぬ唄〜』 DJ SASA with Wicked Friends（2014年7月23日）
04.タイム・アフター・タイム
09.遥かなる影

- 『琉球ドライビング う・とぅ・い・む・ち』 DJ SASA with Wicked Friends（2015年5月27日）
02. ありがとう
28. 沖縄へ行こう